# شعر تعليمي (أدب)
الشِعر التعليمي هو نوع من أنواع الفن الأدبي الذي يعتمد على مخاطبة العقل والابتعاد عن العاطفة والخيال، ويسمى عند العرب النظم، ويسمى كذلك الأرجوزات، لأن أغلب القصائد التعليمية نظمت على بحر الرجز.

## تعريف الشعر التعليمي
هو الشعر الذي يتضمن مسائل العلوم والفنون ليسهل حفظها بعد اتساعها في العصر العباسي اتساعا عظيما، ويعرّفه عبد الله كنون بأنه «المتون العلمية المنظومة التي تزخر بها المكتبة العربية وتكون سجلا حافلا من الكتب الدراسية التي لبث طلاب العلم في العالم العربي قرونا طويلة يستعملونها في دراساتهم المتنوعة ويقتبسون منها المعارف والفنون جيلا بعد جيل».

## الهدف من الشعر التعليمي
تعليم القارئ العلوم الشرعية واللغوية والعلمية عن طريق متون شعرية اسمها المنظومات، وتسهيل حفظها، وتزويدهم بالحقائق والمعلومات المتعلقة بالفرد والجماعة.

## نشأة الشعر التعليمي
عند اليونان
عُرِّف الشعر التعليمي عند شعراء اليونان القدامى في القرن الثامن قبل الميلاد، ومن أشهر الشعراء القدامى (هزيود)، وكانت له قصيدتان، الأولى تتناول موضوعي الأخلاق والعقائد، والقصيدة الثانية (التيوجونيا) أو أنساب الالهة، وتتناول نشأتهم وأصولهم وشعبهم.

## عند الهنود
عرف شعراء الهند هذا النوع من الشعر، فأخذوا ينظّمون به مجموعة من المعارف والعلوم التطبيقية، ذلك دفع البيروني إلى الشكوى من أنهم كانوا يعمدون إلى نظم قواعد الرياضيات والفلك، لأن ذلك يخرجهم عن ضبط القواعد وما يتطلبه من دقة في التعبير لا تُسمح في النظم.

## عند العرب
يرى الذاهبون أن العرب لم يعرفوا الشعر التعليمي إلاّ بعد اتصالهم بالفكر الوافدِ، وهناك من يرى أن هذا تأثير الثقافة الهندية التي اتصل بها العرب في العصر العباسي، ومن هؤلاء: الأستاذ أحمد أمين،وشكري فيصل،ويرى البعض الآخر أنه مكتسب من الثقافة اليونانية.

## رأي الدكتور طه حسين
يرى أن (أبان بن عبد الحميد اللاحقي) هو مبتكر الشعر التعليمي في الأدب العربي، فيقول (يظهر أن أبان هو أول من عني بهذا الفن..."ويقول عنه في موضع آخر "... فهو إمام طائفة عظيمة من الناظمين، نعني أنه ابتكر في الأدب العربي فنّاً لم يتعاطه أحد من قبله، وهو فن الشعر التعليمي".

## رأي الدكتور شوقي ضيف
له رأيين متناقضين كلّ التناقض، ولا نعلم على أيّهما استقر رأيه النهائي، ففي كتابه العصر العباسي الأول، يرى أنه «فن استحدثه الشعراء العباسيون، ولم تكن له أصول قديمة، ونقصد فن الشعر التعليمي الذي دفع إليه رقى الحياة العقلية في العصر، فإذا نفر من الشعراء ينظّمون بعض المعارف أو بعض السير والأخبار» بينما في كتابه الآخر (التطور والتجديد في الشعر الأموي) له رأي آخر، وهو أن الشعر التعليمي ذو نشأة عربية خالصة في أخر القرن الأول الهجري.

## فوائد الشِعر التعليمي
الشعر التعليمي يوجه الإنسان إلى التمسك بالصفات الحميدة والتمتع بالأخلاق الحسنة، وما ينبغي الإنسان أن يكون عليه، وما يجب أن يبتعد عنه، ويتناول الحقائق والفنون التي تتعلق بالعلوم المختلفة، فيساعد المُتعلم على فهم هذه الحقائق وحفظها بسهولة، كذلك يذكر التاريخ والسير، ويقرر ويبين الأنساب والأصول، ويناقش الأحداث المختلفة وزمن حدوثها وتسلسلها.

## خصائص الشِعر التعليمي
- التركيز على الخِطاب العقلي والبعد عن العاطفة والانفعال الشعوري، والميل إلى التفكير والتأمُل، ويثير الشعر التعليمي القُدرات العقلية للقارئ، بعيداً عن الأحاسيس المشاعر العاطفية.
- كثافة العِبارات في الشعر التعليمي، فهو يبتعد عن العبارات الطويلة والجمل المُفصلة، لكي يَسهُل حفظها من قِبل المُتعلمين، فشُعراء الشِعر التعليمي نظموا قصائدهم بدون زيادة وحشو في الكلام لكي تكون سهلة على الطلاب من ناحية الحفظ والفهم.
- تنوُع موضوعات الشعر التعليمي، حيث تناول الكثير من المواضيع المختلفة والمتعددة الجوانب، فشملت أشعارهم التاريخ والقِصص والفِقه والنُجوم وغيرها من المواضيع المتنوعة.[11]

## ميادين الشعر التعليمي
- أصول الاخلاق والعقائد.
- السير والتاريخ.
- الحقائق والمعارف المتعلقة بالعلوم والفنون والصناعات.

## القيمة الفنية للشعر التعليمي
يرى كثير من الأدباء أن هذا الشعر من الناحية الفنية ليس على شي، وهو عبارة عن كلام موزون مقفى، يخلو من المتعة الشعرية والجمال الفني، ولا يوجد فيه مقومات الشعر كالعواطف والتجارب الشعورية.

## أشهر المنظومات التعليمية
المقدمة الجزرية لابن الجزري، ألفية الحديث للسيوطي، ألفية بن مالك في النحو والصرف لابن مالك الأندلسي، ملحة البيان لزين المرصفي، أرجوزة ابن سينا في الطب، لامية ابن تيمية، نونية ابن القيم، نظم الورقات، نظم الآجرومية، نظم المقصود في الصرف ، السلم المرونق في المنطق، الجوهر المكنون في صدف ثلاثة الفنون، السفّارينية، الرتبة نظم النخبة.